# Куіндім
Кyіндім (порт. quindim) — популярний бразильський запечений десерт, приготований в основному з цукру, яєчних жовтків та меленого кокосу. Десерт має консистенцію дуже густого крему, блискучу поверхню та інтенсивно-жовтий колір. Зазвичай куіндім готується в порційних формах, але може бути приготовлений і у великій формі та подаватися скибочками. Така версія зветься quindão.
Рясне вживання яєчних жовтків притаманно багатьох португальських солодощів. Їхнє поєднання з кокосом і цукром, ймовірно, було створено африканськими рабами в 17 столітті на північному сході Бразилії, де кокоси були вдосталь, а виробництво цукру з цукрової тростини було основною галуззю промисловості. У зв'язку з цим існує версія, що назва кіндім походить з мов банту.